# Топчидер
То́пчидер (серб. Топчидер) — один из старейших парков Белграда, столицы Сербии.
Расположен в долине Топчидерской реки в общинах Чукарица, Раковица, Савски-Венац недалеко от центра города и является одним из главных мест отдыха белградцев.

## Название
Название происходит от турецкого топчи (пушкарь) и персидского дер (долина). Когда-то здесь находился артиллерийский лагерь, в котором турки при осаде Белграда 1521 года отливали пушки.

## История
Во времена Османской империи долина Топчидерской реки и Топчидерский лес были местом дислокации турецкой артиллерии, хотя на тот момент и находились далеко от Белграда. Отсюда произошло название долина пушкарей.
История самого парка начинается в 1831 году, с момента начала строительства на болотистой почве Топчидера личных кварталов князя Милоша Обреновича, известных сегодня как Милошев конак. Вскоре была построена дворцовая часовня, церковь святых апостолов Петра и Павла, а также тюрьма и постоялый двор. Важность, которую приобрёл Топчидер прослеживается в том факте, что в 1884 году в нём появилась железнодорожная станция, хотя там и не было собственных поселений, а затем была проложена одна из первых трамвайных линий, связывающих Топчидер с Теразие. Здесь же в своей резиденции в 1868 году был убит князь Михаил Обренович.
С 1903 года парк стал общественным. В 1926 году парк был придвинут ближе к городу, начались посадки деревьев в районе Топчидерско Брдо, таким образом увеличилась площадь естественного леса. Планам по реконструкции парка по последним стандартам не суждено было осуществиться из-за Второй мировой войны.
После 1945 года городские архитекторы посчитали, что комплекс Топчидер-Кошутняк обустраивался неверно, особенно в части строительства железнодорожной станции в месте проведения маршей, а также строительства Филмского Града, поэтому Градостроительный план Белграда предусматривал полностью убрать железнодорожные объекты с долины Топчидера, однако план не осуществился.

## Памятники
- Обелиск в честь второго прихода князя Милоша к власти. Установлен в 1859 году.
- Скульптура «Жница». Представляет собой богиню земледелия Цереру. Установлена в 1852 году.
- Памятник Арчибальду Рейссу, воздвигнут в 1931 году в знак благодарности швейцарскому криминологу, публицисту и почётному капитану сербского войска.[1]